# Economie virtuală
Economia virtuală (numită uneori și economie sintetică) este o economie emergentă dezvoltată în cadrul unei lumi virtuale, care implică, de obicei, schimbul de bunuri virtuale în contextul unui joc pe Internet. Oamenii aderă la aceste economii virtuale mai mult pentru recreere și divertisment decât de nevoie, ceea ce înseamnă că economiile virtuale nu prezintă aspectele considerate „plictisitoare” ale unei economii adevărate (de exemplu, deseori, avatarele din economia virtuală nu au nevoie să cumpere mâncare pentru a supraviețui și de obicei nu au niciun fel de nevoi biologice). Cu toate acestea, unele persoane interacționează cu economiile virtuale pentru a obține un „beneficiu” economic. 
Chiar dacă are de-a face mai ales cu monedele din interiorul jocului, termenul se referă și la vânzarea unor monede virtuale pentru bani adevărați.
În această nouă economie, rețelele digitale și infrastructurile de comunicații oferă o platformă globală prin care oamenii și organizațiile interacționează, comunică, colaborează și caută informații. Mai recent, economia digitală a fost văzută ca o ramură a economiei care investește marja zero în bunuri ilicite în rețeaua de investiții.

## Prezentare generală
Economiile virtuale sunt prezente în MUD-uri (Multi-User Dungeons) și MMORPG-uri (massively multi player online role-playing games). Cele mai importante economii virtuale se găsesc în MMORPG-uri. De asemenea, economiile virtuale există și în jocuri de simulare care au luat, probabil, cele mai radicale măsuri pentru a lega economia virtuală de lumea reală.  Acest lucru poate fi observat, spre exemplu, în jocul Second Life unde abonații au creat în interiorul jocului un sistem de recunoaștere a drepturilor de proprietate intelectuală asupra bunurilor și propria politică laissez-faire de vânzare și cumpărare a dolarilor Linden (moneda oficială a jocului) pentru bani adevărați de pe site-urile web a unor terți. Economiile virtuale pot exista și în jocurile online în browser unde banii ”adevărați” pot fi cheltuiți și folosiți la deschiderea unor magazine create de utilizatori sau folosiți ca un tip de joc emergent.  
Proprietatea virtuală este o etichetă care poate face referire la orice resursă care poate fi controlată, incluzând obiectele virtuale, avatarele, sau conturile utilizatorilor.  Următoarele caracteristici pot fi găsite în imitații de resurse virtuale sau în bunuri corporale. Rețineți, cu toate acestea, că este posibil ca resursele virtuale să ducă lipsă de una sau mai multe din aceste caracteristici și că ar trebui să fie interpretate cu o oarecare flexibilitate. 
1. Rivalitatea: Deținerea unei resurse este limitată la o singură persoană sau un număr mic de persoane în cadrul mecanicii jocului din lumea virtuală.
2. Persistența: Resursele virtuale persistă pe toată durata unei sesiuni a utilizatorului. În unele cazuri, resursele sunt și pentru     public, chiar dacă proprietarul acestora nu este conectat la lumea virtuală.
3. Interconectivitate: Resursele pot afecta sau pot fi afectate de alte persoane și alte obiecte. Valoarea unei resurse variază în funcție de abilitatea unei persoane de a o folosi pentru a crea sau experimenta un efect.
4. Piețe secundare: Resursele virtuale pot fi create, comercializate, cumpărate și vândute. Bunurile din viața reală (de obicei banii) pot fi puse în joc.
5. Valoare adăugată de utilizatori: Utilizatorii pot crește valoarea resurselor virtuale prin personalizarea și îmbunătățirea resurselor.

Prezența acestor condiții creează un sistem economic cu proprietăți similare celor din economiile contemporane. Așadar, teoria economică poate fi deseori folosită pentru a studia aceste lumi virtuale. 
În cadrul lumilor virtuale, economiile sintetice permit ca estimarea prețurilor elementelor din interiorul jocului să fie realizată mai degrabă în funcție de principiul cerere-ofertă decât de estimarea utilității unui element a developer-ului. Aceste economii emergente sunt considerate de către majoritatea jucătorilor a fi un avantaj al jocului, oferind o extra-dimensiune a realității în care să joace. În economiile sintetice clasice, aceste bunuri au fost taxate doar pentru monedele din cadrul jocului. Aceste monede sunt adesea vândute pentru profit în lumea reală.

## Piața
Lansarea jocului World of Warcraft de către Blizzard Entertainment din 2004 și succesul imens care l-a urmat la nivel global, le-a împins atât pe MMORPG cât și piețele lor secundare spre o percepție convențională și multe alte piețe s-au deschis în perioada aceasta. Dacă lansați o căutare Google pentru WoW Gold, veți vedea o multitudine de site-uri (mai mult de 90 de rezultate sponsorizate care datează din Iunie 2006) de unde Gold se poate cumpăra. Comerțul banilor reali pe o piață virtuală a crescut până a devenit o industrie de multe miliarde de dolari. În 2001, jucătorii de EverQuest, Brock Pierce și Alaan Debonneville au pus bazele Internet Gaming Entertainment Ltd (IGE), o companie care a oferit nu numai comodități virtuale în schimbul banilor adevărați, ci a și furnizat servicii profesionale pentru clienți. IGE avea un personal antrenat care să se ocupe de problemele financiare, de anchetele clienților și sprijin tehnic pentru a se asigura că jucătorii sunt satisfăcuți la fiecare cumpărare de bani reali. De asemenea, a profitat și de interesul global a lumilor sintetice prin deschiderea unui magazin în Hong Kong unde o mică armată de tehnicieni pricepuți, dar insuficient plătiți, completau comenzi, încărcau avatare, recuperau produse și le livrau oriunde era necesar.    Această piață profitabilă a dus la dezvoltarea unui tip complet nou de economie unde granița între real și virtual este obscură. 
Sute de companii au parte de un succes enorm în această nou-creată piață, având câteva elemente virtuale vândute cu sute sau chiar mii de dolari. Câteva dintre aceste companii vând multiple bunuri virtuale pentru multiple jocuri, iar altele vând servicii pentru fiecare meci. Industria imobiliară virtuală câștigă bani adevărați, având oameni precum curierul de 43 de ani Wonder Bread, John Dugger, care achiziționează imobiliare virtuale la prețul de 750 de dolari, echivalentul unui salariu pe câteva săptămâni.  Această proprietate virtuală include nouă camere, trei etaje, terasă pe acoperiș, perete făcut din piatră solidă într-o locație foarte bună, adăpostită la baza unei coaste de deal. Duggers reprezintă un grup de jucători care nu caută pe piață o casă adevărată, ci dimpotrivă, caută să dețină o mică parte din vasta bază de date care era cândva Ultima Online, și lumea mitică pe care venerabilul MMO Ultima Online o deschide. Tipul acesta de schimb de bani reali pentru bunuri virtuale reprezintă progresul economiilor virtuale unde oamenii se adună în cadrul unei sfere economice, în interiorul căreia lumile reală și sintetică se întrepătrund.
Cu toate că piețele virtuale ar putea reprezenta un domeniu de creștere economică, din cauza substituibilității inerente a bunurilor de pe piață, plus lipsa factorilor precum locația pentru a elimina cererea, nu se știe concret în ce măsură pot acestea crește și trece la a sprijini un număr mare de afaceri. În ciuda numeroaselor exemple faimoase de creștere economică din Second Life, un analist amator a estimat în 2008 că inegalitatea veniturilor din economia Second Life era mai rea decât a fost vreodată în orice altă economie reală: un coeficient Gini de 90.2, indicele Hoover de 77.8 și Indicele Theil de 91%. Totuși, punerea în aplicare a acestor măsuri economice într-o lume virtuală ar putea fi nepotrivită în cazurile în care sărăcia este doar virtuală și există o relație directă între averea din cadrul jocului și timpul petrecut jucând. 
Cifra de afaceri a celei de-a doua piețe la nivel global – definită ca adevăratul comerț de bani reali între jucători – a fost estimată, în anul 2005, la 880 de milioane de dolari de către președintele companiei IGE. Înainte de asta, în 2004, economistul american Edward Catronova estimase cifra de afaceri la 100 de milioane de dolari doar pe baza cifrelor de vânzare de la două site-uri de licitație si anume, eBay și Korean itemBay.  O extrapolare speculativă bazată pe aceste spuneri și alte cifre industriale a dus la o cifră de afaceri globală de două miliarde de dolari începând cu anul 2007.
Cu toate acestea, este puțin probabil ca piața secundară să fi urmat creșterea pieței principale din 2007, de vreme ce companiile de jocuri au devenit din ce în ce mai bune la a scoate bani din jocurile lor cu ajutorul micro-tranzacțiilor și multe jocuri populare, precum World of Warcraft, încurajează măsuri sporite împotriva schimbului de bani adevărați de la un jucător la altul. De asemenea, ceea ce împiedică creșterea cifrei de afaceri sunt scăderile extreme ale prețurilor care au rezultat din competiția sporită dintre afacerile principale din China, având în vizor piețele secundare. Chiar mai mult,  declinul la nivel global în ceea ce privește consumul care a urma criza financiară din 2007–2008 ar fi afectat și piețele secundare într-un mod negativ. Creșterea după anul 2007 al pieței secundare se află cel mai probabil în piețe emergente precum Rusia, Europa de Est, America de Sud și Asia de Sud-Est  - dintre care toate sunt relativ inaccesibile pentru comercianții internaționali din cauza unor sisteme de plată, mijloace de publicitate și bariere de limbă. Spre exemplu, potrivit estimărilor Coreea de Sud deține cea mai mare parte din piața comercială globală pe bani reali și a devenit astfel o parte taxabilă și recunoscută în mod oficial a economiei.   În țările occidentale, piața secundară rămâne o piață neagră cu puțină spre deloc acceptare socială și recunoaștere oficială. 
Cât despre un model economic actual, cifra de afaceri din piața secundară din MMORPG-urile populare care mizează mai mult pe jocurile de tip jucător contra jucător, care nu au restricții comerciale precum Runescape, EVE Online și Ultima Online, a fost estimată în jurul a 1.1 dolari zilnic pe jucător curent. Nu a fost propus niciun altfel de model pentru o mai bună reglementare a MMORGPG-urilor, precum World of Warcraft. Cu toate acestea, piața fiind o piață liberă și în mare parte nereglementată, orice cifră de afaceri sau orice model economic rămâne speculativ.

## Ultimele progrese

### Piețe mai bine reglementate

#### Monedă unidirecțională
Un exemplu de piață mult mai reglementată este „aurul” din  World of Tanks', o monedă virtuală care poate fi obținută numai de la furnizor, de obicei prin achitarea unei taxe. Acesta a devenit un model pentru alte jocuri freemium. În jocurile de acest tip nu este permisă comercializarea bunurilor sau a abilităților fără permisiunea, participarea directă și controlul serverului/operatorului/furnizorului. 
De asemenea, jucătorilor le este strict interzis să apeleze la mijloace sau metode  de maximizare a șanselor de obținere a aurului (cum are fi bonusurile pentru noile conturi, care mai apoi sunt date la schimb). Ei pot oferi altora aur dar nu pot solicita sau cere pentru ei. Oferirea de aur este des întâlnită și încurajată între breslele din mediul online,  dar nu și între jucătorii care nu se cunosc și nu urmăresc anumite beneficii. De exemplu, vehiculele nu pot fi vândute sau cumpărate în joc, excepție făcând serverul, care prevede un raport de preț fix (prețul vânzării trebuie să reprezinte jumătate din prețul plătit inițial). 

#### Compararea prețurilor
Numărul brokerajelor de informații și al celorlalte unelte care ajută la evaluarea elementelor din mediul virtual pe piețele secundare a crescut. Acestea au apărut ca un răspuns la diminuarea efortului depus în nivelarea jocului care poate dura ore, zile sau săptămâni întregi. Având capacitatea de a schimba banii adevărați în monedă virtuală, aceste unelte îl ajută pe jucător să cumpere ,,putere” pentru facilitățile virtuale. Mai exact, jucătorilor li se garantează oportunități, îmbunătățirea abilităților și o bună reputație, ceea ce prezintă un avantaj semnificativ în fața celorlalți jucători. 

#### Impozitarea
Majoritatea persoanelor de specialitate confirmă faptul că vânzarea proprietăților virtuale pentru bani reali sau bunuri este impozitabilă     Totuși, există provocări legale și practice semnificative care survin impozitării profitului din vânzarea proprietăților virtuale.  De exemplu, atunci când o vânzare are loc în mai multe jurisdicții, incertitudinea cu privire la natura și locația conceptuală a proprietăților virtuale îngreunează colectarea și împărțirea veniturilor fiscale 
În plus, sunt multe discuții pe tema impozitării tranzacțiilor ce reprezintă bani reali sau bunuri care au loc în totalitate în economia virtuală.    Teoretic, tranzacțiile din lumea virtuală ar trebui văzute ca pe un fel de troc, în acest fel generându-se venituri impozitabile.   Însă, din motive ce țin de politica jocurilor online,  mulți comentatori îndeplinesc o regulă ,,de încasare” care are rolul de a preveni apariția unor datorii de impozitare generate de tranzacțiile din joc.   Nu în ultimul rând, după cum a spus un comentator, „cu cât este mai ușor să cumperi bunuri reale cu monede virtuale (de exemplu, să comanzi o pizza in realitate) cu atât este mai probabil ca Fiscul să vadă mai ales profiturile din cadrul  jocurilor ca fiind impozabile." 

#### Reglementările jocurilor de noroc
Schimbarea monedei virtuale în monedă reală a dus la comparații directe cu alte jocuri de noroc ca fiind ‘câștiguri virtuale’. Din această cauză jucătorii și companiile care se ocupă cu aceste schimburi, numai pentru jocurile în care această acțiune este permisă, se confruntă cu legislația jocurilor de noroc.
În timpul unui interviu cu Virtual World News, Alex Chapman, reprezentant al firmei britanice de avocatură Campbell Hooper declară: "Am vorbit cu comisia jocurilor de noroc, și au spus că MMOG-urile nu reprezintă motivul pentru [Gambling Act 2005] (,,Legea Jocurilor de noroc din 2005” reglementată în special pe teritoriul Marii Britanii), dar nu au spus cu certitudine, noi întrebându-I direct, că nu vor fi închiși. Se poate observa cum aceste aspecte sunt ignorate la început, dar mai curând pot apărea probleme. Este un risc, însă unul foarte ușor de evitat”   Acesta sugerează că supunerea în fața normelor pentru a obține o licență pentru desfășurarea jocurilor de noroc necesită MMOG-uri și comercianți din domeniu, ceea ce nu este extrem de greu de făcut în UE. 
Când a fost întrebat despre jocurile în care tranzacțiile din lumea reală pentru bunurile din virtual nu sunt permise, dar în care există o „piață secundară neoficială”, Chapman a răspuns: "În final contează dacă câștigul are valoare în bani sau este echivalent cu aceasta. Dacă are valoare, atunci poate fi joc de noroc."   Deci pentru a evita regularizarea prin aceste legi, “operatorul ar trebui să facă pași moderați pentru a fi siguri că premiile pe care le oferă nu au valoare monetară[,]"  lucru posibil prin  dovada interzicerii piețelor secundare în Termeni de utilizare ai jocului.

### Infracțiuni virtuale
În lumea virtuală pot apărea probleme similare cu cele din lumea reală. În Coreea de Sud, unde numărul jucătorilor de jocuri video este unul foarte mare, s-a reportat faptul că au apărut bande și mafii în care jucătorii puternici îi amenință pe începători să le ofere bani în schimbul ,,protecției”, când de fapt îi jefuiesc. 
Alte probleme similare apar și în alte economii virtuale. În jocul The Sims Online, un băiat în vârstă de 17 ani, care în joc avea numele de"Evangeline", a fost descoperit că a creat un bordel, virtual, în care clienții plăteau cu bani din joc (sim-money) pentru a avea o partidă de sex cu un robot (cybersex). Maxis i-a închis toate conturile din joc, dar dacă și-ar fi depozitat averea pe Gaming Open Market și-ar fi putut păstra o parte din ea.  
Un furt virtual din 2007 a dus la solicitarea unor membri ai comunității din Second Life de a propune reglementări externe în aceste piețe: "La sfârșitul lui Iulie, un infractor care deținea informații privilegiate a intrat în rețelele informatice ale bursei de valori, a creat depozite false și apoi a fugit cu o sumă echivalentă a 10,000 de dolari americani, dispărând fără urmă. Acest furt i-a revoltat pe investitori, făcându-i să se simtă vulnerabili."
Însă, în cazul jocului EVE Online furtul și înșelătoria sunt total permise atâta timp cât nu se efectuează comerțul și în lumea reală. Jucătorii pot confisca toate bunurile victimelor căzute în război, dar este și o constrângere în spațiul de maximă securitate sub forma intervenției poliției NPC. Posesiunile virtuale care valorau zeci de mii de dolari (USD) au fost distruse sau furate prin spionajul industrial și piraterie. Drept răzbunare, aceasta a rezultat în lupte și nelegiuiri în masă, între diferite corporatii de jucători. 

#### Piața neagră
În multe MMORPG-uri precum RuneScape, World of Warcraft, Guild Wars, Warhammer Online, Lord of the Rings Online și Final Fantasy XI este strict interzisă cumpărarea aurului, bunurilor sau a altor produse din joc, cu bani reali. RuneScape a ajuns până în punctul de a face această practică imposibilă prin eliminarea schimburilor disproporționate și a sistemului de luptă tradițional jucător vs. jucător (eliminat pe 1 februarie 2011 după ce a funcționat timp de trei ani), fapt ce a rezultat în peste 60,000 de dezabonări sub formă de protest. Final Fantasy XI și Warhammer Online au întregi grupuri de lucru care au ca scop eliminarea din joc a comerțului cu bani adevărați. Pentru a avea comerțul cu bani reali sub control, EVE Online a găsit o metodă  formală și eficientă pentru a schimba moneda reală în monedă virtuală; jucătorii pot folosi bani reali pentru a cumpăra un anumit produs care poate fi dat la schimb pentru prelungirea timpului de joc prevăzut în abonament sau vândut pe piață pentru monedă virtuală.   

### Stabilitate
Pentru ca o lume persistentă să mențină o economie stabilă, trebuie păstrat un echilibru între sursele de monede și sink-uri, acestea fiind procesele prin care moneda din cadrul jocurilor sau oricare alt obiect care poate avea o anumita valoare poate fi eliminat. În general, jocurile dețin numeroase surse de instrumente monetare pentru ca jucătorii să câștige. Cu toate acestea, unii nu dispun de “sink-uri” sau metode eficiente care să reducă circulației monedelor. Dacă alți factori rămân constanți, o mai bogată resursă de monede slăbește puterea de cumpărare a unei sume date; acest proces se numește inflație. În practică, acestea determină o creștere constantă a prețurilor la produsele schimbate. O economie virtuală ar putea rămâne, cu echilibrul corect al creșterii jucătorilor, a surselor de instrumente etc., stabilă pe o perioadă nedeterminată. 
La fel în lumea reală, acțiunile jucătorilor pot destabiliza economia. Gold farming creează resurse în cadrul jocului mai repede decât în mod obișnuit, exacerbând inflația. În cazuri extreme, un hacker ar putea să exploateze sistemul și să creeze o sumă mare de bani. Acest lucru ar putea duce la hiperinflație.
În lumea reală există instituții dedicate în totalitate menținerii unui nivel de inflație dorit. Această sarcină dificilă este o problemă serioasă pentru marile MMORPG-uri care i-au făcut față inflației de tip mudflation (inflația în cadrul MUD-urilor). De asemenea, au fost observate semne ale hiperinflației.

## Capital
În aceste economii virtuale, valoarea resurselor jocului este adesea legată de puterea jocului, care este transferată proprietarului. Această putere permite utilizatorului să achiziționeze lucruri mai rare și mai valoroase. De aceea, resursele nu sunt doar obiecte interschimbabile, ci pot avea și rol de capital. 
De asemenea, jucătorii dobândesc capital uman în timpul în care devin mai puternici. Breslele puternice recrutează adesea jucători bine-cunoscuți, astfel încât anumiți jucătorii să poată avea elemente mai bune care pot fi obținute numai prin cooperarea dintre mulți jucători. 

## Alte economii virtuale
Se spune că economiile virtuale sunt prezente și în lumile "metagames", cum ar fi „live-action role-playing games” și collectible card games. Alte monede “metagame” au apărut în jocuri precum Everquest și World of Warcraft. Dragon kill points sau DKP sunt un sistem semi-formal de păstrare a scorurilor folosit de breslele din mediul online în jocurile online de multiplayer masiv. Jucătorii acestor jocuri se confruntă cu o mare varietate de provocări sau razii, , care pot fi depășite numai cu ajutorul unui număr mare de jucători. DKP nu sunt monede oficiale, ci sunt create și administrate de breslele din mediul online de tip “endgame” (care sunt dezvăluite odată cu încheierea poveștii principale) cu scopul de a gestiona distribuirea recompenselor acestor provocări  
Economiile virtuale sunt reprezentate nu doar de către genul MMORPG ci și de către jocurile de tip business simulation games (Virtonomics, Miniconomy). Economia simplificată este reprezentată în aproape toate jocurile de strategie în timp real (StarCraft II: Heart of the Swarm, Red alert 2) sub forma colectării și consumului de resurse. De asemenea, și jocul Diablo III își are propria economie virtuală reprezentată de licitații. 

### Moderarea pe site-urile de știri sociale și relaționare
Pe o varietate de site-uri sociale și de discuții cum ar fi Slashdot, Reddit, care2 și Yahoo! Answers, punctele sunt obținute prin crearea de conținut; . Cu toate acestea, așa cum a declarat co-fondatorul site-ului Slashdot, CmdrTaco, implementarea sa de moderarea utilizatorilor nu a fost concepută ca monedă, chiar dacă a evoluat pe alte site-uri orientate spre discuții într-un astfel de sistem. Pe unele dintre aceste site-uri, acumularea de "puncte karma" poate fi schimbată în mai multe moduri prin servicii virtuale sau obiecte, în timp ce alte site-uri nu au o modalitate de a le compensa.  
Pe unele site-uri, punctele sunt câștigate pentru a invita noi utilizatori pe site. 
Frecvent, economia sintetică a unui joc are ca rezultat o interacțiune cu economia "reală"; fie prin caracterele, moneda sau obiectele care pot fi vândute și cumpărate din magazinele individuale pe site-urile de licitații online. Din ianuarie 2007, pe eBay, numai  este permisă vânzarea de bunuri virtuale în jocuri online din cauza statutului juridic ambiguu al schimbului în lumea reală.  
În timp ce unii dezvoltatori, cum ar fi Blizzard (creatorul jocului World of Warcraft), interzic această practică, este normal ca bunurile sau serviciile virtuale să fie vândute pe site-uri de licitații online și înlocuite cu moneda reală. 
Conform concepțiilor standard de valoare economică, ( vezi și teoria subiectivă a valorii), Deoarece jucătorii acestor jocuri sunt dispuși să înlocuiască resursele economice reale, cum ar fi timpul și banii prin intermediul acestor servicii, prin definiție, au demonstrat utilitatea utilizatorului. 

În ianuarie 2010, Blizzard a devenit defensiv când a fost acuzat de fraudă în lansarea unui nou site. Noua securitate a site-ului Battle.Net spera să evidențieze importanța menținerii informațiilor despre contul de utilizator securizat.  
Aceste pagini fac parte dintr-un efort mai mare de a vă oferi cunoștințele și instrumentele necesare pentru a identifica și raporta amenințările care afectează securitatea contului dumneavoastră, pentru a detecta modalitățile prin care vom lucra pentru a vă oferi o mai mare securitate și pentru a acționa ca o sursă de ajutor în cazul în care cineva încearcă să vă fure informațiile contului dvs.
 Campania realizată de fanii World of Warcraft pentru a elimina reclamele legate de aur de pe site este doar una din eforturile comunității, care au fost întreprinse în scopul acționării împotriva hackerilor. 

Vânzătorii de aur sunt responsabili pentru marea majoritate a furturilor de conturi și sunt sursa principală a programelor spion și de furt de card de credit în World of Warcraft. Jucătorii care cumpără aur sprijină spam-ul și hack-urile, ducând astfel la înrăutățirea experienței de joc a tuturor celorlalți.
 La 1 august 2001, Blizzard Entertainment a anunțat că următorul său joc, Diablo III, va include o casă de licitație bazată pe monedă, unde jucătorii ar putea să cumpere și să vândă obiecte în joc pentru bani reali.  Robert Bridenbecker, Vicepreședinte Blizzard "Online Technologies", a explicat că intenția din spatele efortului este de a reduce în mare parte furturile rezultate din interacțiunea jucătorilor cu site-urile terțelor părți. O structură a taxelor nedeclarate, incluzând comisioane de înregistrare, taxe de vânzare și taxe de retragere, va însoți casa de licitație la lansare și toate tranzacțiile vor exista în contextul protejat al MMORPG-ului Blizzard. "Real Money Auction House" (RMAH), așa cum o numesc fanii Diablo III, va exista în prezența unei case de licitații paralele, în care obiectele sunt schimbate pentru aur, moneda din joc. În consecință, aurul poate fi postat pe RMAH astfel încât cele două monede să poată fi schimbate între ele la rata de piață, minus taxele aplicabile. 
Alți dezvoltatori de jocuri vând oficial obiecte și monede virtuale în schimbul unor bani reali. De exemplu, MMOG-ul There are therebucks care sunt vânduți pentru dolari americani. Dacă moneda din Second Life, dolarul Linden, poate fi achiziționată cu ușurință cu bani reali, inversarea procesului se face printr-o piață deținută de Linden Lab, dar nu este garantată, deoarece TOS (termenii de utilizare) Linden Lab spune explicit că dolarii Linden nu sunt rambursabili. Ratele vor fluctua pe baza cererii și ofertei, însă în ultimii ani au rămas destul de stabile, la aproximativ 265 dolari Linden (L$), față de dolarul american, datorită "creării de bani" de către Linden Lab. Moneda din "Entropia Universe" "Project Entropia Dollars" (PED), ar putea fi cumpărată și răscumpărată pentru bani din lumea reală la o rată de 10 PED pentru 1 USD. Pe data de 14 decembrie 2004, o insulă din ”Proiectul Entropia” s-a vândut pentru 26.500 USD (13.700 £). Un jucător a achiziționat, de asemenea, o stație spațială pentru 100,000 USD (£56,200) și intenționează să o folosească drept club de noapte virtual    Un alt exemplu a fost recent menționat de CNBC  în care o persoana a vândut un cont al jocului Pokemon Go pentru suma de $999.999. 
Multe lumi virtuale Coreene (precum Flyff) și altele din afara acelei țări, (precum Archlord și Achaea, Dreams of Divine Lands) ) operează doar prin vânzarea de obiecte jucătorilor, pentru bani reali. Aceste obiecte nu pot fi transferate și  adesea, sunt folosite numai ca un mod de a reprezenta un abonament Premium printr-un procedeu care este integrat cu ușurință în motorul grafic. 
Aceste intersectări cu economiile reale rămân controversate. Piețele care își scot profitul din jocuri video nu sunt acceptate la scară largă de industria jocurilor video. Motivele din spatele acestei controverse sunt variate. În primul rând, creatorii de jocuri consideră adeseori că ei încearcă să ofere o experiență fantastică, iar implicarea tranzacțiilor reale dăunează. Cu atât mai mult, în majoritatea jocurilor, ar fi inacceptabil să oferi unui alt jucător bani reali pentru a-l face să joace într-un anumit fel (de exemplu, oferirea unui alt jucător un dolar real în schimbul unei proprietăți de pe tablă, în cadrul unui joc de Monopoly între prieteni); iar dacă acest lucru devine necesar sau important, este posibil să fie indicat un  scenariu de tip Kingmaker, în care un jucător care nu poate câștiga, să aibă posibilitatea de a alege care dintre ceilalți participanți la joc va urma să câștige. Cu toate acestea, în lumile de joc uriașe, cu mii de jucători care nu se cunosc decât prin intermediul sistemului de joc, nu este necesar ca aceste reguli de tip etichetă să fie aplicate, iar de obicei, în practică, nu sunt. 
În continuare, mai multe probleme implicate gravitează în jurul dificultății de a determina cum (sau dacă) comerțul cu bani reali supune economia virtuală legilor aferente economiei reale. Unii susțin că atribuirea unei valori monetare obiectelor din cadrul jocurilor, va transforma jocurile în locuri de pariat care ar fi supuse ca atare reglementărilor juridice. O altă problemă ar fi impactul taxării care ar putea fi aplicată dacă am presupune că obiectele din joc ca au o valoare reală. Dacă (spre exemplu) se consideră că o sabie magică ar avea o valoare în lumea reală, un jucător care ucide un monstru puternic pentru a obține o asemenea sabie, ar putea fi taxat pentru valoarea sabiei, cum este și normal la câștigul unui premiu.  Acest lucru ar face imposibil pentru orice jucător să nu participe în comerțul cu bani reali.  
O a treia problemă este implicarea creatorului sau a personalului de întreținere a lumii în astfel de tranzacții. Dat fiind faptul că un creator poate schimba lumea în orice moment, să interzică accesul cuiva, să șteargă obiecte, sau chiar pur și simplu să scoată lumea din spațiul online, fără ca aceasta să se mai întoarcă vreodată, problema responsabilității lor în cazul în care investițiile în bani reali sunt pierdute din cauza pierderii obiectelor, sau din cauză că acestea devin inaccesibile, este semnificativă. Richard Bartle susține că acest aspect anulează toată ideea de proprietate în lumile virtuale , iar astfel, în absența proprietății reale, nicio tranzacție reală nu ar putea avea loc. Unii creatori au acționat deliberat în a șterge obiecte care au fost tranzacționate pentru bani reali, precum în Final Fantasy XI, unde un grup de lucru a fost înființat să șteargă personaje implicate în vânzarea de bani virtuali în schimbul banilor reali 
Cu toate acestea, Second Life a arătat un exemplu juridic care poate indică faptul că un creator poate fi la rândul sau tras la răspundere pentru asemenea pierderi. Second Life, a oferit și promovat la un moment dat posibilitatea de a „deține teren virtual”, care era cumpărat cu bani reali. În 2007, unui avocat pe nume Marc Bragg, i-a fost interzis accesul la jocul Second Life ca răspuns, acesta a dat în judecată creatorii pentru că astfel l-au privat de la terenul său, pe care – conform declarațiilor creatorilor – îl „deținea”. Procesul s-a terminat cu o înțelegere, prin care Bragg a fost re-admis la Second Life. Detaliile soluționării finale nu au fost publicate, însă cuvântul „deținere” a fost, ca și rezultat, înlăturat din toate mijloacele de promovare. (Bragg și-a cumpărat terenul direct de la creatori, și astfel, aceștia nu erau o parte terță, neimplicată în tranzacțiile sale.)   